# Graphidochirus spadix
Graphidochirus spadix är en mångfotingart som beskrevs av Carl Graf Attems 1929. Graphidochirus spadix ingår i släktet Graphidochirus och familjen Chelodesmidae. Inga underarter finns listade i Catalogue of Life.